# 泉英二
泉 英二（いずみ えいじ、1947年1月24日 - ）は、日本の林学者。愛媛大学副学長、愛媛大学附属高等学校校長。専門は森林学、森林・林業政策。農学博士（京都大学、1987年）。島根県生まれ。
農林水産省「特定中山間保全整備事業第三者委員会」委員、愛媛大学南予活性化対策協議会委員、愛媛大学農学部南予活性化推進本部長等を務める。2005年愛媛県知事表彰。愛媛大学合唱団顧問。日本林学会、林業経済学会。
国民森林会議提言委員長。一般社団法人大和森林管理協会理事長。
20年にわたる吉野林業の歴史研究を基盤として、限界に達した近代を相対化して把握するとともに、近代後の社会を「植物資源依存社会」として再構築することを目指している。そのために、森林法制のゼロベース見直しに取り組む。

## 略歴
- 1969年（昭和44年） 京都大学農学部林学科卒業
- 1971年（昭和46年） 京都大学大学院農学研究科修士課程修了
- 1971年（昭和46年） 京都大学農学部助手（附属演習林）
- 1974年（昭和49年） 愛媛大学農学部助手
- 1977年（昭和52年） 愛媛大学農学部講師
- 1981年（昭和56年） 愛媛大学農学部助教授
- 1991年（平成3年） 愛媛大学農学部教授

## 著作等
- 『吉野林業の展開過程』

分担執筆
- 『森林政策学』（日本林業調査会、2004年）のうち「森林組合対策」の章

論文
- 「久万林業の研究 － 先駆的森林経営の形成過程」（『愛媛大学農学部演習林報告』1975年 ）
- 「報告　久万林業の展開と現状」（『林業経済』、1980年、vol.33 2）
- 「森林組合及び第三セクターの現段階 − 愛媛県の場合−」（『林業経済』 556、1995年）

（藤原三夫らと共同論文）「森林･林業に対する公的助成の地域経済波及効果の計測 － 愛媛県久万町を事例として」（ 『日本林学会誌』、第82巻第1号、2000）
- 「日本林業再構築のモーメントと方向をどう考えるか」（『森林技術』758、2005年5月号）

ほか